# روبرت لوشنر
روبرت لوشنر (آلمانی: Robert Lechner؛ زادهٔ ۲۲ ژانویهٔ ۱۹۶۷) دوچرخه‌سوار اهل آلمان بود.
وی در مسابقات کشوری و بین‌المللی در مجموع برندهٔ ۱ مدال برنز شده‌است.